# Täby församling, Stockholms stift
Täby församling är en församling i Roslags kontrakt i Stockholms stift. Församlingen omfattar hela Täby kommun i Stockholms län. Församlingen utgör ett eget pastorat. Den är till medlemsantal stiftets största och före 2021 också hela Sveriges största församling, tills den passerades av en utökad Gävle församling.

## Administrativ historik
Församlingen har medeltida ursprung. 
Församlingen utgjorde tidigt ett eget pastorat för att sedan till 16 september 1653 vara moderförsamling i pastoratet Täby och Danderyd. Från 16 september 1653  utgör församlingen ett eget pastorat.

## Kyrkoherdar
| Ämbetstid | Namn                   | Levnadstid | Övrigt          |
| --------- | ---------------------- | ---------- | --------------- |
| 1293      | Botulphus              |            |                 |
| 1323      | Gudstan                |            |                 |
| 1456      | Olaus Matthiae         | –1456      |                 |
| 1543–1559 | Hans                   |            |                 |
| –1567     | Laurentius Johannis    | –1567      |                 |
| 1569–1575 | Laurentius             |            |                 |
| 1578–1585 | Nicolaus               |            |                 |
| 1593–1595 | Laurentius Olai        |            |                 |
| 1615–1617 | Elias Broms            |            |                 |
| 1628–1637 | Engelbertus Olai       | –1637      |                 |
| 1637–1666 | Ericus Clementis       | –1666      |                 |
| 1668–1688 | Olaus Andreae Molinus  | –1688      |                 |
| 1689–1713 | Jonas Jonae Halenius   | 1649–1718  |                 |
| 1714–1734 | Nils Forsman           | 1677–1734  |                 |
| 1735–1760 | Abraham Almquist       | –1760      | Kontraktsprost. |
| 1762–1777 | Olof Bolin             | 1716–1777  |                 |
| 1777–1795 | Pehr Brandelius        | 1729–1795  |                 |
| 1795–1822 | Claes Justelius        | 1763–1822  | Kontraktsprost. |
| 1823–1842 | Carl Jacob Dahl        | 1778–1845  | Kontraktsprost. |
| 1845–1848 | Olof Vilhelm Flodstedt | 1800–1848  |                 |
| 1850–1857 | Anders Gustaf Öberg    | 1803–1857  |                 |
| 1859–1882 | G. Johnson             |            |                 |
| 1885–     | Jonas Petrus Johnson   | 1845–      |                 |

## Organister
| Ämbetstid | Namn               | Levnadstid | Övrigt    |
| --------- | ------------------ | ---------- | --------- |
| 1961–1964 | Per Emanuel Rönnås | 1902–      | Organist. |

## Kyrkobyggnader
- Täby kyrka
- Tibble kyrka
- Näsbyparks kyrka
- Sankt Olofs kyrka
- Gribbylunds kapell